# Macouba

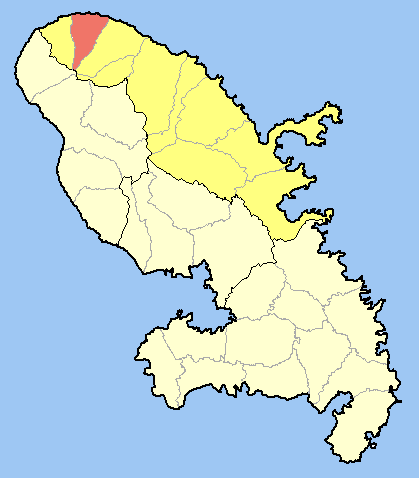
Situació de Macouba

Macouba és un municipi francès, situat a la regió de Martinica. El 2009 tenia 1.325 habitants. Es troba a la part més septentrional de l'illa.

## Administració
| Període | Identitat         | Partit |
| ------- | ----------------- | ------ |
| 2008-   | Sainte-Rose Cakin | UMP    |